# Anadara auriculata
Anadara auriculata är en musselart som beskrevs av Jean-Baptiste Lamarck. Anadara auriculata ingår i släktet Anadara och familjen Arcidae. Inga underarter finns listade i Catalogue of Life.